# 志賀南通
志賀南通（しがみなみとおり）は、愛知県名古屋市北区にある地名。現行行政地名は志賀南通1丁目及び志賀南通2丁目。住居表示未実施。

## 地理
名古屋市北区南西部に位置する。東は黒川に残る志賀町を挟んで志賀本通、西は城見通、南は田幡・黒川本通、北は志賀町・黒川本通に接する。西から順に1丁目・2丁目がある。名古屋市道名古屋環状線に沿って東西に長い町域が設定されている。

## 歴史

### 町名の由来
志賀町の一部より編成されたことによる。志賀自体の由来は、かつてこの町が海に面していたことによる波の「皺（しわ）」が転じたという説と、湿地を示す「湿（しる）き陸」の「か（場所）」であるという説がある。

### 沿革
- 1951年（昭和26年）8月15日 - 北区志賀町の一部（字南町・勘定寺前の各一部）により志賀南通2丁目を設定する[1]。
- 1953年（昭和28年）12月15日 - 北区志賀町字勘定寺前の一部により1・2丁目を設定する[1]。
- 1980年（昭和55年） - 町域の一部が新設の田幡一丁目に編入される[3]。

## 世帯数と人口
2019年（平成31年）1月1日現在の世帯数と人口は以下の通りである。
| 町丁     | 世帯数  | 人口  |
| -------- | ------- | ----- |
| 志賀南通 | 199世帯 | 303人 |

### 人口の変遷
国勢調査による人口の推移
| 1995年（平成7年）  | 225人 | [ WEB 5 ] |  |
| 2000年（平成12年） | 193人 | [ WEB 6 ] |  |
| 2005年（平成17年） | 183人 | [ WEB 7 ] |  |
| 2010年（平成22年） | 249人 | [ WEB 8 ] |  |
| 2015年（平成27年） | 229人 | [ WEB 9 ] |  |

## 学区
市立小・中学校に通う場合、学校等は以下の通りとなる。また、公立高等学校に通う場合の学区は以下の通りとなる。
| 番・番地等 | 小学校                 | 中学校               | 高等学校 |
| ---------- | ---------------------- | -------------------- | -------- |
| 全域       | 名古屋市立東志賀小学校 | 名古屋市立北陵中学校 | 尾張学区 |

## 交通

### 鉄道
- 名古屋市営地下鉄（名古屋市交通局）
  - 名城線 - 黒川駅
  - 名古屋市電清水口延長線 - 黒川停留所（1949年7月15日 - 1971年4月1日）

### バス
- 名古屋市営バス（名古屋市交通局）
  - 黒川停留所（6番のりば） - 名駅15号系統（砂田橋行） [WEB 12]

### 道路
- 国道41号（空港線）
- 名古屋高速道路1号楠線
- 愛知県道102号名古屋犬山線（防衛道路）
- 名古屋市道名古屋環状線

## 施設

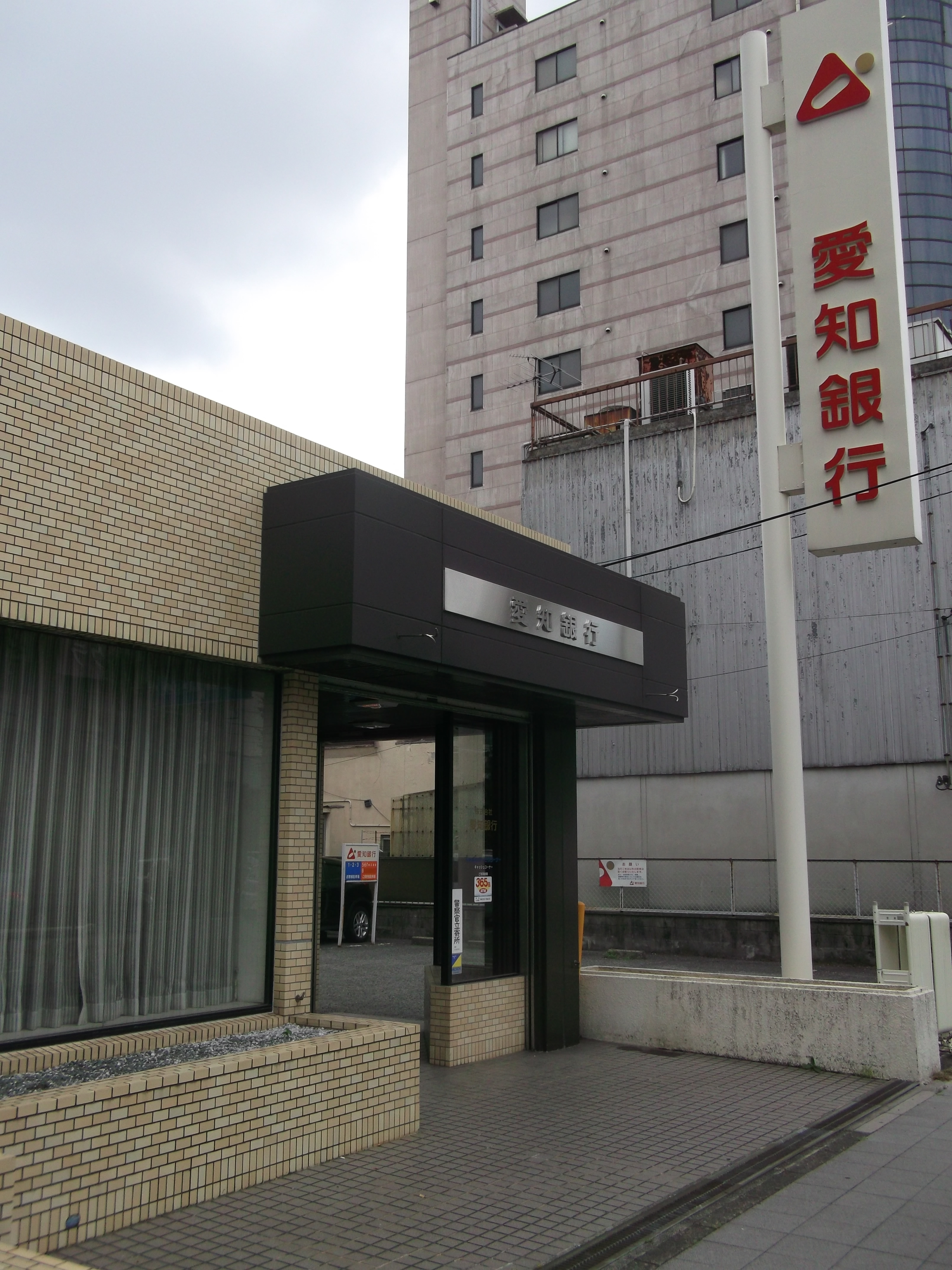
愛知銀行黒川東支店
- ブライボン本社
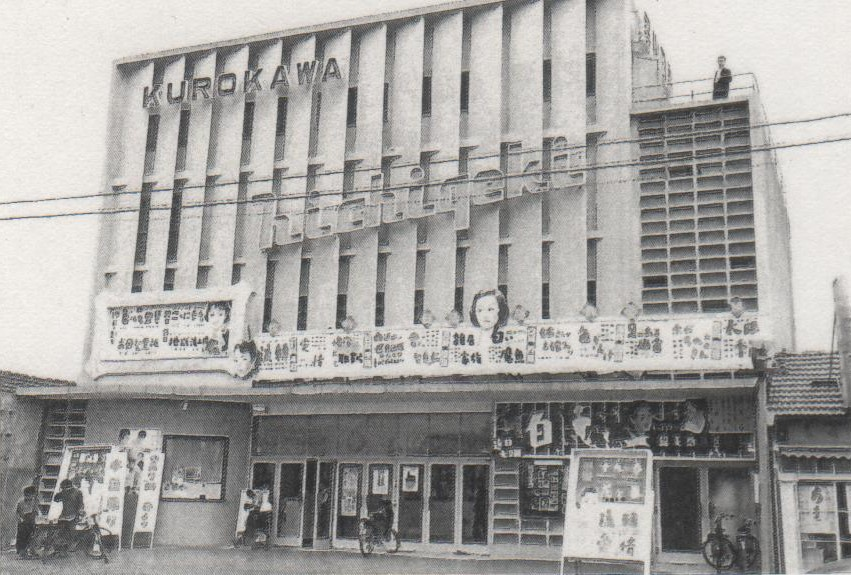
黒川日劇

- 愛知銀行黒川東支店
- 黒川日劇

## その他

### 日本郵便
- 郵便番号 : 462-0842[WEB 2]（集配局：名古屋北郵便局[WEB 13]）。

### WEB
1. 1 2  “町・丁目(大字)別、年齢(10歳階級)別公簿人口(全市・区別)”.   名古屋市 (2019年1月23日). 2019年1月23日閲覧。
2. 1 2  “郵便番号”.  日本郵便. 2019年1月6日閲覧。
3. ↑  “市外局番の一覧”.   総務省. 2019年1月6日閲覧。
4. ↑  “北区の町名一覧”.   名古屋市 (2015年10月21日). 2019年1月12日閲覧。
5. ↑  総務省統計局 (2014年3月28日). “平成7年国勢調査の調査結果(e-Stat) - 男女別人口及び世帯数 －町丁・字等” (CSV). 2019年4月27日閲覧。
6. ↑  総務省統計局 (2014年5月30日). “平成12年国勢調査の調査結果(e-Stat) - 男女別人口及び世帯数 －町丁・字等” (CSV). 2019年4月27日閲覧。
7. ↑  総務省統計局 (2014年6月27日). “平成17年国勢調査の調査結果(e-Stat) - 男女別人口及び世帯数 －町丁・字等” (CSV). 2019年4月27日閲覧。
8. ↑  総務省統計局 (2012年1月20日). “平成22年国勢調査の調査結果(e-Stat) - 男女別人口及び世帯数 －町丁・字等” (CSV). 2019年4月27日閲覧。
9. ↑  総務省統計局 (2017年1月27日). “平成27年国勢調査の調査結果(e-Stat) - 男女別人口及び世帯数 －町丁・字等” (CSV). 2019年4月27日閲覧。
10. ↑  “市立小・中学校の通学区域一覧”.   名古屋市 (2018年11月10日). 2019年1月14日閲覧。
11. ↑  “平成29年度以降の愛知県公立高等学校（全日制課程）入学者選抜における通学区域並びに群及びグループ分け案について”.   愛知県教育委員会 (2015年2月16日). 2019年1月14日閲覧。
12. ↑  名古屋市交通局. “なごや地図ナビ 黒川”. 2013年12月4日閲覧。
13. ↑  郵便番号簿 平成29年度版 - 日本郵便. 2019年01月06日閲覧 (PDF)

### 書籍
1. 1 2 3  名古屋市北区役所市民室 1979, p. 58.
2. ↑  名古屋市北区役所市民室 1979, p. 13.
3. ↑  「角川日本地名大辞典」編纂委員会編 1989, p. 808.